# Jazz Friends a cappella Band
Jazz Friends a cappella Band — московский a cappella коллектив под управлением Владимира Евгеньевича Сидорковича.

## История Коллектива
Создан на базе вокального отделения Московского Колледжа импровизационной музыки.
Коллектив становился лауреатом Международного фестиваля Гнесин-Джаз в 2012 , 2015  и 2017 г. , обладателем кубка центрального федерального округа по хоровому искусству в рамках Хорового чемпионата России, а также взял гран-при на конкурсе Усадьба Jazz Сочи-2017 в категории «Уникум».

## Награды
- Лауреат Международного фестиваля Гнесин-Джаз в 2012[1].
- Лауреат Международного фестиваля Гнесин-Джаз в 2015[2].
- Лауреат Международного фестиваля Гнесин-Джаз в 2017 г.[3].
- Кубок центрального федерального округа по хоровому искусству в рамках Хорового чемпионата России[4].
- Гран-при конкурса Усадьба Jazz Сочи-2017 в категории «Уникум»[5].

## Отзывы критиков
Коллектив дает правильный адрес развития и понимания, что такое джазовая музыка, тем более вокальная музыка и тем более вокальная хоровая музыка.
— Анатолий Кролл, Председатель джазовой гильдии Российского Музыкального Союза

Это работа любви, Labour of love. Хорошо, что у нас есть кто-то, кто это сделал, кто это создал, кто эту работу любви бесконечно воплощает в жизнь!
— Кирилл Мошков, Издатель и главный редактор журнала «Джаз.Ру»

 
А капелла хор Jazz Friends, созданный в Москве знаменитым джазовым вокалистом и педагогом Владимиром Сидорковичем, является одним из самых популярных российских современных вокальных ансамблей.
— JazzPeople, джазовый портал

## Фестивали
- 2015 — Все цвета Московского джаза
- 2015 — Международный фестиваль Гнесин-Джаз
- 2016 — Международный фестиваль Radio 1jazz.ru
- 2017 — Международный фестиваль Гнесин-Джаз голос
- 2017 — Очарование джаза
- 2017 — фестиваль Платформа
- 2018 — «Лучшие голоса Российского джаза» в рамках международного фестиваля Gnesin-Jazz-Voice
- 2018 — Дикая Мята
- 2018 — Московская Весна A Cappella
- 2018 — Усадьба Jazz Москва
- 2018 — Международный фестиваль ПетроДжаз
- 2018 — Winter VR Jazz Fest
- 2018 — Фестиваль Анатолия Кролла «Джаз под Рождество»
- 2019 — Московская Весна A Cappella